# Tirto Utomo
 (mai 2016).
Si vous disposez d'ouvrages ou d'articles de référence ou si vous connaissez des sites web de qualité traitant du thème abordé ici, merci de compléter l'article en donnant les références utiles à sa vérifiabilité et en les liant à la section « Notes et références ».
Tirto Utomo né Kwa Sien Biauw, né à Wonosobo le 9 mars 1930 et mort le 16 mars 1994 à 64 ans, est un entrepreneur indonésien. Après des études de droit à l'Universitas Indonesia et une courte carrière dans les entreprises pétrolières, Tirto est connu pour avoir fondé l'entreprise de boissons Aqua Golden Mississipi en 1973. À côté de son activité professionnelle, il fut aussi président de la fédération nationale de tennis indonésienne. Il meurt le 1994 et est enterré dans le cimetière chinois à proximité de l'Hôtel Kresna de Wonosobo.

## Biographie
Après son collège, Tirto Utomo continue son parcours scolaire au lycée colonial néerlandais de Semarang, puis au lycée St. Albertus de Malang. Il passe ensuite deux ans à l'université Gadjah Mada, puis change enfin pour la faculté de droit de l'Universitas Indonesia. Alors qu'il est à Jakarta, il dirige à côté de ses études l'équipe de rédaction du quotidien Sin Po et du magazine Pantja Warna.
En 1959, il quitte la rédaction de Sin Po. En conséquence, sa situation devient précaire, mais Tirto continue tout de même ses études de droit à l'université.
Son diplôme obtenu, il envoie une candidature pour travailler dans la Permina (Perusahaan Minyak Nasional, entreprise pétrolière nationale, nouvellement créée à l'indépendance, qui deviendra ensuite Pertamina). Il est reçu et commence à travailler au puits pétrolier de Pangkalan Brandan. Là-bas, la seule eau disponible pour se nourrir et se laver est celle de la rivière. Travaillant bien, Tirto grimpe dans la hiérarchie et devient chef du marketing de l'entreprise nationale à 48 ans. Tirto Utomo choisit à ce moment de prendre sa retraite du service public pour se concentrer sur la gestion de sa toute nouvelle entreprise, PT Aqua Golden Mississippi, ainsi que d'un restaurant, Oasis.
Aqua a été créée avec l'aide de son jeune frère, Slamet Utomo, avec un capital initial de 150 millions de roupies indonésiennes. Il s'agit d'une entreprise d'embouteillage d'eau potable stérilisée. La première usine d'embouteillage fut construite sur un terrain de 7 110 mètres carrés acheté à Bekasi en 1973 sous le nom "PT. Golden Mississippi". L'entreprise employait 38 personnes au début, et ils mirent un an à mettre au point leur processus de production et leur méthode de vente. Les premières bouteilles destinées à la vente sortirent le 1er octobre 1974 sous la marque commerciale Aqua.
L'eau en bouteille était très chère et la cible de la marque était en priorité les expatriés. Un des premiers clients d'Aqua a été l'entreprise, Hyundai, qui construisait à l'époque l'autoroute de Jagorawi. Les ingénieurs sud-coréens qui y travaillaient avait l'habitude de consommer de l'eau minérale et en fournissaient donc aux travailleurs locaux. Ceux-ci y prirent goût et cet usage se transmit ainsi aux indonésiens.
Aujourd'hui, la famille de Tirto Utomo n'est plus propriétaire majoritaire de l'entreprise, car elle a cédé 75 % des parts en 1996 à l'entreprise agroalimentaire française Danone. La marque principale Aqua est toujours le leader du marché des eaux minérales en bouteille, et aussi la marque d'eau la plus vendue au monde.

## Sources extérieures
- Portait de Tirto